# شهرستان جلیل‌آباد
جلیل‌آباد (در ترکی آذربایجانی Cəlilabad) برای جای‌گذاری کلیپ در کادر نوشتار، روی آن ضربه بزنید. نام بخشی در جنوب شرقی جمهوری آذربایجان. این بخش با ایران هم مرز می‌باشد. این بخش ۱٬۴۴۱ کیلومتر مربع وسعت و جمعیتی بالغ بر ۱۷۴٬۰۰۰ نفر دارد.